# 山東淮陽巡撫
山東淮陽巡撫，為明朝初期設立的一個巡撫職位。

## 沿革
- 宣德五年，設置，轄區包括山東及南直隸的江北地區。
- 正統四年，罷免，后恢復建制，轄區不變。
- 正統八年，去除山東。
- 正統十年，轄區包括南直隸江北的鳳陽府、淮安府、揚州府、廬州府、滁州。
- 正統十二年，轄區包括山東濟寧以南、南直隸江北地區。
- 正統十四年，轄區包括山東，南直隸的鳳陽府、廬州府、淮安府、揚州府。同年，分為山東巡撫、鳳陽巡撫。